# Alfonso Zapater
Alfonso Zapater Gil (Albalate del Arzobispo, 19 de julio de 1932 - Zaragoza, 30 de mayo de 2007) fue un escritor y periodista español.
Pasó su infancia y juventud en su pueblo natal, Albalate del Arzobispo, que compartió con Urrea de Gaén. Su producción abarca todos los géneros: novela, teatro, ensayo y poesía. Ha obtenido importantes premios literarios, entre ellos el San Jorge (en su doble vertiente de novela y poesía), Padre Llanas, Ciudad de Barbastro, Ciudad de Jaca y el nacional de teatro Miguel Hernández. En 1981 fue finalista del Premio Nadal con El accidente. Publicó más de treinta libros, además de obras como Aragón, pueblo a pueblo (diez volúmenes), Historia de la jota aragonesa (tres volúmenes), Tauromaquia aragonesa (tres volúmenes) y Líderes de Aragón, siglo XX (cuatro volúmenes).
En el género novelístico destacan los títulos El hombre y el toro (Litho Arte), Siembra (Institución Fernando el Católico), El pueblo que se vendió (Bruguera), Viajando con Alirio (Planeta), Los sublevados (Model Books), El accidente (Destino), La ciudad infinita, Yo falsifiqué el Guernica, Tuerto Catachán y El regreso de Moisés. Memorias apócrifas de Joaquín Costa (Mira Editores). Otras de sus obras publicadas son Venezuela, paso a paso; Desde este Sinaí; Resurrección y vida de Joaquín Costa; Juan Carlos hombre, José Iranzo, el Pastor de Andorra; Hombre de tierra; Afirmación del ser y varios poemas.
Desde 1966 escribía una página diaria para Heraldo de Aragón, «Zaragoza al día», donde mezclaba el reportaje, la crónica, la entrevista y el comentario o la opinión. En dicho periódico permaneció hasta su muerte el 30 de mayo de 2007.